# 香港賽馬會中藥研究院
香港賽馬會中藥研究院（Hong Kong Jockey Club Institute of Chinese Medicine）是香港公營機構香港應用科技研究院有限公司的附屬機構，位於香港科學園科技大道西2號生物資訊中心7樓703室，目標是推動中藥現代化和業界發展。

## 歷史
1998年，時任香港特別行政區行政長官董建華在《施政報告》訂下目標，要把香港發展成為國際中藥中心，並成立中醫藥科研中心，集中進行有關中藥應用方面的研究，推動中藥行業不斷革新和發展。
2001年，香港特別行政區政府和香港賽馬會攜手合作，成立香港賽馬會中藥研究院（研究院），作為本港中醫藥的策略發展平台和中藥研發中心，支持香港政府中醫藥的發展政策。研究院為香港應用科技研究院（政府全資擁有）的附屬機構，並獲香港賽馬會慈善信託基金承諾捐款5億港元，支持中藥科研和發展計劃。
2011年6月14日，立法會舉行特別會議討論研究院的發展路向。會議最終通過動議，反對政府解散賽馬會中藥研究院。
2011年9月28日，香港政府解散了研究院。

## 使命
- 促進官、產、學、研合作，支援科研、質控、臨床循證和應用，推動中藥現代化和業界發展。

作為香港中藥業的聯絡與協調中心，其工作主要包括：
- 支持及協助政府推行中醫藥相關政策和措施
- 提供專業技術支援服務予中藥業界及政府部門
- 資助科研項目
- 建立資訊交流平台

為支持和推動中藥業的現代化發展，其提供多種專業技術支援服務，協助中藥科研以及提昇中藥產品質量。服務項目包括：
- 中藥真偽鑑定
- 中藥產品質量檢測（指標成分、規管成分等）
- 建立中藥產品含量測定方法（設計、考察、陰性對照實驗等）
- 中藥提取及純化
- 專業諮詢

## 相關網站
- 香港賽馬會中藥研究院官方網站
- 立法會十一題：香港賽馬會中藥研究院 （页面存档备份，存于）
- 立會反對解散中藥研究院